# Horizons « Arts Nature » en Sancy
Horizons, « Arts Nature » en Sancy est un événement d'art contemporain ayant lieu depuis 2007 dans les paysages du Massif du Sancy, organisé par l'Office de tourisme du Massif du Sancy. Cet événement consiste à exposer chaque année du 15 juillet au 15 septembre en pleine nature une dizaine d'installations in situ créées pour l'occasion par des artistes sélectionnés.

## Organisation de l'évènement
Chaque année, plusieurs centaines de candidatures d'artistes français et étrangers sont reçues par l'organisateur, qui en sélectionne une dizaine. Les œuvres doivent s'intégrer aux lieux proposés, qui diffèrent chaque année dans tout le massif, mais sont de nature très diverses : elles peuvent s'apparenter à du land art avec des matériaux naturels, ou plus souvent à des œuvres in situ avec des matériaux usuels (acier, etc.).
Les artistes se déplacent ensuite eux-mêmes dans le Massif du Sancy : repérages des sites, montages des œuvres, etc.
Les œuvres sont situées en pleine nature et donc en accès libre, avec un balisage et un court résumé fourni par l'organisateur.
Les œuvres ne sont pas pérennes : elles sont entièrement démontées à la fin de l'évènement.

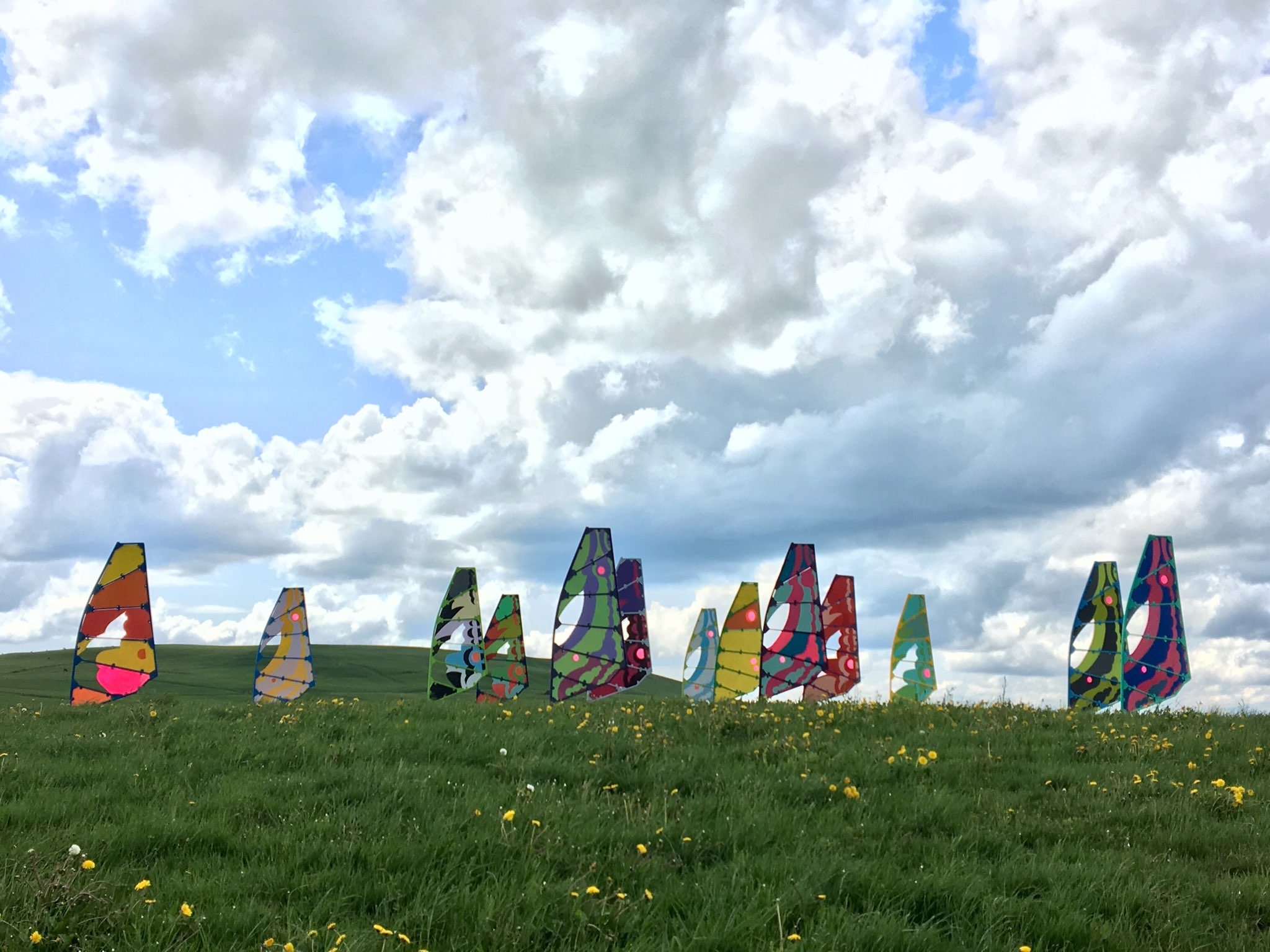
Horizons 2019 : Effet papillon d'Alice et David Bertizzolo, installée à Montgreleix

Horizons, « Arts Nature » en Sancy réunit plusieurs objectifs : promouvoir le territoire du Sancy, sa richesse naturelle et sa population (agriculteurs, prestataires touristiques, artisans etc), mais également de donner aux visiteurs la possibilité de découvrir la nature autrement. Chaque œuvre alerte à sa manière sur le dérèglement climatique, appelant les visiteurs à protéger et respecter la nature en se concentrant sur l'essentiel : regarder, écouter, sentir.

## Rétrospective
Œuvres depuis la 1ère édition, avec les artistes et le lieu d'exposition : 

### 2007
| ARTISTES                    | Œuvre                                        | Lieux                    |
| --------------------------- | -------------------------------------------- | ------------------------ |
| Gilles Bruni                | Le cratère face au château, l’abîme du temps | Murol                    |
| Luc Léotoing et Sophie Bour | Iceberg                                      | Chambon-sur-Lac          |
| Christophe Dalecki          | La ligne verte                               | La Bourboule             |
| Didier Ferment              | Orgue éolien                                 | Murat-le-Quaire          |
| Jean-Paul Ganem             | Pré Vache Clôture                            | Le Mont-Dore             |
| Rainer Gross                | A ciel ouvert                                | Picherande               |
| Jun’Ishiro Ishii            | Rue de l’infinité                            | Chastreix                |
| André Maigne                | Voie Lactée                                  | Egliseneuve d'Entraigues |
| Michael McGillis            | Flow Line                                    | Besse                    |
| Erik Samakh                 | Les flûtes des fées                          | Saint-Diéry              |

### 2008
| ARTISTE                                          | Œuvre                  | Lieu                      |
| ------------------------------------------------ | ---------------------- | ------------------------- |
| Gilles Brussi                                    | Les empreintes du ciel | Picherande                |
| Lætitia Carlotti                                 | On est des cibles      | Besse                     |
| Emmanuel Cartillier                              | Code Terre             | Chambon-sur-Lac           |
| Olivier Delarozière                              | Vox Granarium          | Saint-Diéry               |
| Christian Hasucha                                | Maintenant             | Murat-le-Quaire           |
| François Klein, Valentin Malartre, Pascal Zagari | Eaux vives             | Murol                     |
| Cornelia Konrads                                 | Still life with tree   | Chastreix                 |
| Roland Mayer                                     | Éruption               | La Bourboule              |
| Antoine Quénardel, Jean-Philippe Teyssier        | Tout se transforme     | Église neuve d'Entraigues |
| Jean-Pierre Saint Roch                           | Les quatre patres      | Le Mont-Dore              |

### 2009
| ARTISTES                        | Œuvre                                        | Lieux                    |
| ------------------------------- | -------------------------------------------- | ------------------------ |
| Aurélie Barbey et Laura Ruccolo | Bouillonnement                               | Egliseneuve d'Entraigues |
| Freya Barbell et Howe Brian     | Weaving the Landscape                        | Chambon-sur-Lac          |
| Alexander Callsen               | House of Travel                              | Saint-Diéry              |
| Tanya Preminger                 | Back Flip Bridge                             | Picherande               |
| Roger Rigorth                   | Floating Stones                              | Besse                    |
| Olga Kisseleva                  | CrossWorlds                                  | Le Mont-Dore             |
| Frédéric Ollereau               | Sédimentations                               | Saint-Nectaire           |
| Victoria Klotz                  | La Chute des Fées                            | La Bourboule             |
| Albert Gusi                     | Le Champ de Rugby de l’ASM Clermont Auvergne | Chastreix                |
| Maja Spasova                    | The Diamonds of Sancy                        | Murol                    |
| Mireille Fulpius                | Charpente                                    | Murat-le-Quaire          |

### 2010
| ARTISTES                             | Œuvre                       | Lieux                    |
| ------------------------------------ | --------------------------- | ------------------------ |
| Claire Forgeot                       | Septentrion                 | Super-Besse              |
| François Mallet, Marie-Laure Rabanel | Liberté, Egalité, Pré carré | Chambon-sur-Lac          |
| Stéphanie Buttier et Laurence Robert | Vaches à air                | Picherande               |
| Simon Artignan                       | Le Rêve de Gilliver         | Murol                    |
| Antoine Nessi                        | Les fleurs des champs       | Egliseneuve d'Entraigues |
| Pierre Laurent                       | Metavatar                   | Saint-Nectaire           |
| Thomas Monin                         | Dordonhia Viperinae         | Le Mont-Dore             |
| Cédric Shili et Vanessa Steiner      | The green Tim               | Saint-Diéry              |
| Prisca Cosnier                       | Chastriscope                | Chastreix                |
| Sean Mc Ginnis                       | Cathedral                   | La Bourboule             |
| Julia Dantonnet                      | Morpho                      | Murat-le-Quaire          |

### 2011
| ARTISTES                           | Œuvre                          | Lieux                    |
| ---------------------------------- | ------------------------------ | ------------------------ |
| Laurent Gongora et Marion Robert   | Cardinal                       | Le Mont Dore             |
| Julien Laforge                     | Fond de paysage                | La Bourboule             |
| Timothée Péron et Jérémie Legendre | DesAccords de Nature           | Egliseneuve d'Entraigues |
| Véronique Roger                    | Horizon                        | Saint-Diéry              |
| Joël Thépault                      | Lits d’eau                     | Chambon-ur-Lac           |
| Hannah Streefkerk                  | Megalith Monument              | Saint-Nectaire           |
| Sophie Larger et Marine Harle      | Les retours des porteurs d’eau | Murat-le-Quaire          |
| Benoît Rassouw                     | Sommeilleur Hans               | Picherande               |
| Louis Sicard et Baptiste Bonijoly  | Portes de l’espace             | Chastreix                |
| Pier Fabre                         | Le Réveil                      | Besse                    |
| Suzanne Husky                      | Brindilles                     | Murol                    |

### 2012
| ARTISTES                            | Œuvre                         | Lieux                                  |
| ----------------------------------- | ----------------------------- | -------------------------------------- |
| Pascal Zagari et Valentin Malartre  | Roule ta boule                | Cascade de Voissière - Chambon-sur-Lac |
| Nicolas Momein                      | 23 habitants/km²              | Pré de vaches Salers                   |
| Antoine Milian                      | Origamis                      | Tourbières de Gayme - Picherande       |
| Muriel Moreau                       | Le Sous-bois                  | Clairière de Verdas - Murat-le-Quaire  |
| David Marin                         | Second Life                   | Couze Pavin                            |
| François Tilly                      | Duplication                   | Pré de Lessard - Chatreix              |
| Elena Saracino                      | Vers l’Origine                | Vulcania                               |
| Julia Dierickx-Brax                 | Le Sommeil de l’Ermite        | Motte de Brion - Brion                 |
| Laurent Gongora                     | Cascadeurs                    | Cascade d'Anglard - Besse              |
| Marion Orfila                       | Bascule                       | Puy de Châteauneuf - Saint-Nectaire    |
| Franseca Bonesio et Nicolas Guiraud | Artéologie par l’Atelier 37.2 | Puy de Serveix - Besse                 |
| Edline Bianco & Sean Mcginnis       | Vortex                        | Cascade du Queureuilh - le Mont-Dore   |

### 2013
| ARTISTES                           | Œuvre                                 | Lieux                                               |
| ---------------------------------- | ------------------------------------- | --------------------------------------------------- |
| Stéphanie Cailleau                 | Les Pierres Bleues                    | Puy de la Vache et de Lassolas                      |
| James Bouquard et Pierre-Yves Péré | Alterburon                            | Roc de Courlande - Chastreix                        |
| Matthieu Pilaud                    | Les Encorbellements                   | Sommet des grottes de Jonas - Saint Pierre Colamine |
| Tagit Klimor                       | Earth Pulse                           | Proche puy de Montchal - Besse                      |
| Christophe Gonnet                  | Passage d’horizon                     | Col de la croix Saint-Robert                        |
| Prisca Cosnier                     | Diatomées mégascopiques               | Tourbière de la Barthe - Picherande                 |
| Marie Lelouche                     | Flash Loading                         | Banne d'Ordanche                                    |
| Jean-François Karst                | Caravane                              | Pré de la Pinarde - Saint-Nectaire                  |
| Guillaume Renou                    | Natural X.Wing / Sancy contre-attaque | Sommet du Tartaret - Murol                          |
| Michel-Marie Bougard               | Ô                                     | Valbeleix - Pont gallo-romain                       |
| Frank Nordiek & Wolfgang Buntrock  | In the world of plants                | La Bourboule - Parc Fenestre                        |

### 2014
| ARTISTES                                     | Œuvre                 | Lieux                                                |
| -------------------------------------------- | --------------------- | ---------------------------------------------------- |
| Pier Fabre                                   | Dripping              | Cascade du bois de Chaux - Egliseneuve D'entraingues |
| Gaëtan Robillard & Isabelle Daëron           | Le Cri du Sol         | Pré face au Sancy                                    |
| Arnaud Huart                                 | Signal Ethique        | Montagne de la Serre                                 |
| Antoine Milian                               | Le Royaume            | Etang de Lyns - Saint-Diéry                          |
| Thomas Monin                                 | L’Evidence            | Col de la Croix Morand                               |
| Greta Dimaris                                | Golden Replica        | La Roche Romaine - Murol                             |
| Collectif A l’Ouest                          | Lignes de fuite       | Les champs Hauts                                     |
| Louis Sicard, Emil Yusta et Thorsten Fischer | Le Voile de la Mariée | Cascade du Rossignolet - Le Mont-Dore                |
| Edline Bianco                                | Urbre                 | Le sous-bois                                         |
| Yuhsin U Chang                               | Nuage                 | Puy de Chareire - Picherande                         |
| Anaïs Lelievre                               | Eruption              | Etang de la plaine de Montcineyre - Compains         |

### 2015
| ARTISTES                                           | Œuvre                                        | Lieux                                           |
| -------------------------------------------------- | -------------------------------------------- | ----------------------------------------------- |
| The Cloud Collective : Joris Lipsch & Floriane Pic | Temporary Ruins                              | Pré de l'Homme                                  |
| Florent Albinet & Élise Morin                      | Walden Raft                                  | Lac de Gayme - Picherande                       |
| Alice et David Bertizzolo                          | Pappus Lactés                                | Lac de Bourdouze - Besse                        |
| Tiziana Bertoncini                                 | Sinfonia invisible#2                         | Cascade de Chiloza - Besse                      |
| Anabelle Soriano                                   | Relais                                       | Banne d'Ordanche - Lac de Guéry                 |
| Delphine Pouillé                                   | Peuplade                                     | Les Lades                                       |
| Roland Cros                                        | Zones de Turbulences manifestement aggravées | Puy de Chambourguet, Besse                      |
| François Klein                                     | Les rameurs perpétuels                       | Cascade d'Entraigues - Egliseneuve d'Entraigues |
| Francis Benincà                                    | Octopus Montanus                             |                                                 |
| Alessandro Lupi                                    | Fragments de réalité                         | Parc du Prélong - Murol                         |
| Time Maker’s                                       | J’ai rêvé d’un château                       | Roche Vendeix - La Bourboule                    |

### 2016
| ARTISTES                             | Œuvre                                                        | Lieux                                     |
| ------------------------------------ | ------------------------------------------------------------ | ----------------------------------------- |
| Derwin Scott Hessels                 | Sustainable Cinéma NO.6: Lenticular Waterwheels (for Bonnet) | Ruisseau avec passerelle en bois          |
| Guljajeva Varvara et Canet Sola      | The Rhythm of Wind                                           | Beaune-le-Froid                           |
| Quentin Hatry et Julien Boucq        | Nil Novi Sub Sole                                            | Pic Saint-Pierre - Saint-Pierre-Colamines |
| Michel-Marie Bougard                 | Aequilibrium Singularis                                      | Bois de Charlet - la Bourboule            |
| Clara Gallet et Guillaume Dronne     | Reliefs                                                      | Pré sous le pic du Capucin - Le Mont-Dore |
| Vincent Barré et Christian Dangi     | Khejri                                                       | Grottes de Sapchat - Saint-Nectaire       |
| Julien Amillard                      | Tabou du terrier                                             | Grottes de Châteauneuf                    |
| Francesca Bonesio et Nicolas Guiraud | Horizons 1200 dpi                                            | Puy de Paillaret - Picherande             |
| Elodie Boutry                        | Panorama                                                     | Roche Nité - Valbeleix                    |
| Vincent Chevillon                    | Tentative d’évasion                                          | Puy de Pertuyzat- Besse                   |

### 2017
| ARTISTES          | Œuvre                                      | Lieux                                     |
| ----------------- | ------------------------------------------ | ----------------------------------------- |
| Florian Claar     | Klangfeld V                                | Parc des Léchades - Le Mont-Dore          |
| David Pergier     | Distortion Unit                            | Puy d'Alou                                |
| l’Atelier Papon   | Été 67                                     | Lac de Laspialade - Saint-Genès-Champespe |
| Mathilde Leveau   | […] M’étendre / dans tes failles           | Grottes de Rajat - Murol                  |
| Erik Samakh       | Mouches Pavens ou les Lucioles Effroyables | Bois bordant le lac Pavin - Besse         |
| Thierry Gilotte   | Transhumance                               | Brion                                     |
| Marc Nixon        | The Wind Cathedral                         | Croix de la Perdue -                      |
| Jérémie Rigaudeau | La nature a-t-elle un prix ?               | Hêtraie - Picherande                      |
| Marco Barotti     | Pink Borders                               | Col de la Croix Morand                    |
| Marc Herblin      | Courte Voie Lactée                         | Pré de Baffaud - Chatreix                 |

### 2018
| ARTISTES                                  | Œuvre                              | Lieux                                               |
| ----------------------------------------- | ---------------------------------- | --------------------------------------------------- |
| Baptiste Corbet                           | Gong                               | Cascade des Essarts – Chastreix                     |
| Pauline Repussard & Sarah Ritter          | Séquences                          | Puy de Paillaret – Super-Besse                      |
| Akunzo - Karola Pezarro et Aris de Bakker | Take a moment                      | Ruisseau d’Entraigues – Egliseneuve d’Entraigues    |
| Olivier Thomas                            | Lunar Trash                        | Lac d’Estivadoux – Besse                            |
| Collectif Huguettes & Mickaël Martin      | Boîte de Nuit – les nuits du Sancy | La Roche Nité – Valbeleix                           |
| Etienne Fouchet                           | Pierres Dissonantes                | Menhir de Freydefond – Saint-Nectaire               |
| Sophie Coulon & Jean-Pierre Vignaud       | Les Perles du Lac                  | Lac Chambon – Chambon-sur-Lac                       |
| Floriane Pilon                            | Ghungroos                          | Le bois de la cascade du Rossignolet – Le Mont-Dore |
| Boris Chouvellon                          | Les Sapins                         | Banne d’Ordanche – Murat-le-Quaire                  |
| Bruno Grasser                             | Matrices                           | Parc Fenestre – La Bourboule                        |

### 2019
| ARTISTES                           | Œuvre                     | Lieux                                                  |
| ---------------------------------- | ------------------------- | ------------------------------------------------------ |
| Collectif Ma.Gy                    | Trou de vert              | Naissance de la dordogne – Le Mont-Dore                |
| L’atelier bleu                     | Résonance                 | Cirque glaciaire de Moneaux – Chambon sur Lac          |
| Maël Nozahic                       | Orée                      | Pierres et végétation – Chastreix                      |
| Collectif Time Maker's             | L’or bleu                 | Pré entouré de pierres sèches, Cotteuges – Saint-Diéry |
| Camille Bellot et François Pottier | Léviathan                 | La passerelle du siège – La Bourboule                  |
| Collectif Geia sou                 | La station                | Buron de Meynialou – Picherande                        |
| Victor Yvin                        | Le rire des fées          | Puy de Combegrasse – Aydat                             |
| Atelier Laps                       | Les fleurs des bois       | Étang de la plaine de Montcineyre – Compains           |
| Alice et David Bertizzolo          | Effet papillon            | La steppe auvergnate – Montgreleix                     |
| Yoann Crépin                       | Dissémination éruptive    | Bois et Mousse – Saint-Genés-Champespe                 |
| Oriane Bajard                      | Akènes, ouverture céleste | Forêt de Courbanges – Saint-Victor-La-Rivière          |

### 2020
| ARTISTES                                                   | Œuvre                 | Lieux                                     |
| ---------------------------------------------------------- | --------------------- | ----------------------------------------- |
| Kate Studley                                               | Once used, once taken | Chemin de noisetiers - La Bourboule       |
| Martial Marquet et Vojtech Nemec                           | Floating Forest       | Clairière verdas - Murat-le-Quaire        |
| Alex Werth                                                 | Symbiosis             | Beaune-le-Froid - St Nectaire             |
| Team Fleur                                                 | Tic-Tac-Glou          | Cascade de la Voissière - Chambon-sur-lac |
| Jun-Sasaki                                                 | Maisons-Succès        | Croix de Sapchat - Saint-Nectaire         |
| Anne Poivilliers                                           | Temps Zéro            | Pont gallo-romain - Valbleix              |
| Axelle Verglas et Maxime Cosson                            | Oscillations          | La Godivelle                              |
| Collectif A’PIL avec Matthieu Pilaud et Pierre-Lou Didelon | Entresort             | Puy de Chareire - Picherande              |
| Collectif Alphonse                                         | Horizons Basculés     | Pré de la Leyrisse - Chastreix            |

### 2021
| Artistes                                              | Œuvre               | Lieux                                                              |
| ----------------------------------------------------- | ------------------- | ------------------------------------------------------------------ |
| Ghyslain Bertholon                                    | Cygnal              | Le lac Chambon, Chambon-sur-Lac                                    |
| Stéphane Cellier                                      | Mimétisme           | La forêt de Montbert, Picherande                                   |
| Mathilde Caylou                                       | Ruissellement       | La forêt «Pas du diable», Chastreix                                |
| Christian Délécluse et Perrine Villemur               | Qi Flowers          | La Motte Brion, Compains                                           |
| Gleb Dusavitskiy                                      | I Believe I can Fly | Le Pic Saint-Pierre-Colamine                                       |
| Benjamin Langholz avec la contribution d'Amihay Gonen | Stone 9             | La steppe Auvergnate, Montgreleix                                  |
| Marion Orel                                           | Pollen              | Le Pont Cisternes / Ruisseau La Clamouze, Egliseneuve-d’Entraigues |
| Charles Serruya                                       | Le Géant et la Fée  | Chamablanc, La Bourboule                                           |
| Erwan Sito avec la contribution de Patrick Musard     | Un arbre m'a dit    | Le pré des Sagnes, Le Mont-Dore                                    |
| Nicolas Triboulot                                     | Vitr'O              | Le Puy d’Alou, Le Vernet Sainte-Marguerite                         |

### 2022
| Artistes                                          | Œuvres                             | Lieux                                              |
| ------------------------------------------------- | ---------------------------------- | -------------------------------------------------- |
| Julien Fajardo et Vincent Bredif                  | Erosion [1421.1416]                | Le Tenon, Murat-Le-Quaire                          |
| Mathieu Nouhen                                    | Fossile                            | Col de la Croix Morand, Murol                      |
| Carel Kuitenbrouwer                               | Une question de lecture            | Le Balcon de Rouère, Chambon-Sur-Lac               |
| Catherine Baas                                    | Canopée                            | La forêt de Courbanges, Saint-Victor-la-Rivière    |
| Pier Fabre                                        | Pluie de Montchal                  | Le Puy de Montchal, Besse                          |
| Piotr Wesolowski                                  | Float                              | La tourbière de Gayme, Picherande                  |
| Guillaume Cochinaire                              | Soyez prudents par temps d’orage ! | Le Pic Charlut, Saint-Genès-Champespe              |
| Edouard Sautai                                    | Renversante immersion              | Cascade du Bois de Chaux, Egliseneuve d’Entraigues |
| Elisa Sanchez                                     | À l’ombre bleue des eukaryotas     | Le bois de play, Espinchal                         |
| Luc Doin, Quentin Bourguignon et Marin Delebecque | Symphonie pastorale                | La Roche Nité, Valbeleix                           |

### 2023
| Artistes                             | Œuvres                    | Lieux                                     |
| ------------------------------------ | ------------------------- | ----------------------------------------- |
| Camille Mansir                       | Anadrome                  | Bois du Charlet, La Bourboule             |
| Sylvie De Meurville                  | Mémoire                   | Cascade du Rossignolet, Le Mont-Dore      |
| Riccardo Buonafede                   | Ruine                     | Cascade de Saillant, Saint-Nectaire       |
| Charlotte Goffette et Lucie Sahuquet | Vents d’Auvergne          | Plateau de Liadouze, Chambon-sur-Lac      |
| Antoine Janot                        | la Cabane aux miroirs     | Buron de Venzoux, Saint-Victor-la-Rivière |
| Rumen Dimitrov                       | Dancing Figures / Fairies | Pré le Mont, Chastreix                    |
| Sati Mougard                         | Orgue aux Abeilles        | Pré Escudor, Picherande                   |
| Didier Ferment et Bruno Tondellier   | Ballet d'araignées d'eau  | Étang de Charlut, Saint-Genès-Champespe   |
| Tereza Hola                          | Eye                       | Brion, Compains                           |
| Virgile Abela                        | ZEITGEIST#4               | Colline Lagarde, Montgreleix              |

### Articles de médias
- Frédérique Chapuis, « Quand l'art réveille les volcans d'Auvergne », Télérama,‎ 29 août 2009 (lire en ligne),
- Nathalie Chahine, « Massif du Sancy, objets terrestres non identifiés », L'Express,‎ 2 septembre 2010 (lire en ligne),
- Martine Picouët, « Alléchantes montagnes », Le Monde,‎ 9 juillet 2012 (lire en ligne),
- « Les œuvres monumentales d'Horizons Arts Nature ont investi le Sancy », La Montagne,‎ 12 juin 2015 (lire en ligne),
- « Horizons Arts Nature : 2016, ça promet ! », La Montagne,‎ 25 janvier 2016 (lire en ligne),
- « Le festival Horizons Arts Nature, un mariage étonnant qui fonctionne depuis 10 ans », 20 minutes,‎ 13 mars 2016 (lire en ligne),
- Béatrice Nguyen, « Horizons Sancy : 10 ans d'art dans la nature », France 3,‎ 11 juin 2016 (lire en ligne).